# ジェン・ブイ
『ジェン・ブイ』（原題：Gen V）は、クレイグ・ローゼンバーグ、エヴァン・ゴールドバーグ、エリック・クリプキによって企画された、スーパーヒーローを養成する大学を舞台とするアメリカ合衆国のSFテレビドラマシリーズ。

## 概要
2019年から公開されている『ザ・ボーイズ』のスピンオフであり、『ザ・ボーイズ』とのクロスオーバーも行われている。本シリーズのシーズン1は、『ザ・ボーイズ』のシーズン3とシーズン4の間の時期を舞台とする。
原作は、ガース・エニスとダリック・ロバートソンの同名コミックシリーズ中の「We Gotta Go Now」である。
2023年9月29日にAmazon  Prime Videoで配信開始された。同年10月19日、シーズン2の製作が決定した。

## あらすじ
コンパウンドVの投与によって超能力を与えられた若者たちの、ヴォート社が運営するゴドルキン大学での学生生活と事件を描く。
誤って超能力で両親を殺してしまい、施設で育ったマリーはゴドルキン大学に入学を許され、ルームメイトのエマに出会う。マリーは犯罪対策学部でランキングを争うエリートたちと知り合うも、トップに立つルークが教授を焼き殺し自殺する場面に遭遇する。インディラ学部長はマリーをルークを倒したヒーローに祭り上げる。ルークの友人のアンドレとケイトは不審に思って調べ、ルークの弟のサムが大学の地下施設「森」に監禁されていることを知り、エマが救出する。
ケイトが恩のあるインディラの指示で友人たちの記憶を操作していたことが分かる。自責の念からケイトは友人たちの記憶を元に戻し、彼らはインディラがルークとサムを「森」で実験対象にしていたことを知る。実は超能力者を憎むインディラは、密かに超能力者を殺すウイルスを開発させる。超能力管理局長官で副大統領候補のヴィクトリア・ニューマンはマリーから「森」の秘密を聞き、密かにウイルスを入手する。
ケイトはインディラに告白と自殺を強いた後、サムとともに「森」に監禁されていた能力者たちを解放し、学内の非能力者たちを虐殺し始める。マリー、エマ、ジョーダン、アンドレの4人はケイトとサムを阻止しようとするが、逆に虐殺の罪を着せられて監禁される。

## 登場人物
※（）内は日本語吹き替え

### メイン
マリー・モロー
- 演 - ジャズ・シンクレア（英語版）（ファイルーズ・あい[8]）
- ゴドルキン大学の1年生。自身および他人の血液を操り、武器として使うことが出来る。誤って両親を殺してしまった過去を抱える。

エマ・マイヤー
- 演 - リゼ・ブロードウェイ（英語版）（大地葉）
- 体のサイズを変えることができ、別名“リトル・クリケット”として知られている。食べたものを吐き出した際に小さくなり、大食いをした際は巨大化する。
- マリーのルームメイト。

アンドレ・アンダーソン
- 演 - チャンス・パードモ（シーズン1のみ）（鈴木崚汰）
- ゴドルキン大学の3年生。磁気を操る能力を持つ。
- スーパーヒーローとして活動するポラリティの息子でもあり、ランキング上位者。

ケイト・ダンラップ
- 演 - マディー・フィリップス（英語版）（弘松芹香）
- ゴドルキン大学の3年生。ルークの恋人で、ジョーダンとアンドレの友人。ランキング上位者。
- 手で触れることで他人の行動や記憶を操る能力を持つ。奪った記憶は元に戻すこともできる。

ジョーダン・リー
- 演 - デレク・ルー（英語版）（室元気)、ロンドン・ソア（櫻庭有紗）
- 2つの性別と能力を自在に切り替える能力を持つ。男性では強靭で不滅な肉体を持ち、女性では機敏に動くことができ、衝撃波も出せる。学内ランキング上位者。
- 出生時は男性で、両親は女性に切り替わることを嫌っている。
- ブリンカーホフ教授の助手。

サム・リオーダン
- 演 - エイサ・ジャーマン（英語版）（宮崎遊）
- ルークの弟。不死身の肉体を持ち、類まれなる強さを誇る。
- 精神が不安定で、幻覚に悩まされており、現実と妄想の区別がつかなくなっている。その際、サムの視界では人がマペットに見えている。

インディラ・シェティ学部長
- 演 - シェリー・コン（渡辺明乃）
- ゴドルキン大学の学部長。
- 能力者ではないが、スーパーヒーロー心理学の知識と能力者の分析に長けている。

### リカーリング
ルーク・リオーダン／ゴールデン・ボーイ
- 演 - パトリック・シュワルツェネガー（八代拓）
- サムの兄。全身を発火させることができる能力を持つ。
- ゴドルキン大学の4年生で学生ランキング1位の彼は、セブン入りを期待されている。

ポラリティ
- 演 - ショーン・パトリック・トーマス（英語版）（西垣俊作）
- アンドレの父親で、有名なスーパーヒーロー。

ブリンカーホフ教授（ブリンク）
- 演 - クランシー・ブラウン（相沢まさき）
- ゴドルキン大学犯罪対策学部の有名な教授で、かつてAトレイン、クイーン・メイヴ、ディープを教える。
- 大学内でセブンに入ることができる逸材を熱心に探しており、ゴールデン・ボーイがその逸材だと信じている。

エディソン・カルドーサ博士
- 演 - マルコ・ピゴッシ（英語版）（佐々木義人）
- 大学の地下施設「森」で、能力者を監禁し実験を行う科学者

マーヴェリック
- 演 - ニコラス・ハミルトン（英語版）
- アンドレらの同級生で、透明化の能力を持つ。
- 元セブン、トランス・ルーセントの息子。

ルーファス
- 演 - アレクサンダー・カルヴァート
- サイキックの学生。

アシュリー・バレット
- 演 - コルビー・ミニフィ（英語版）（熊谷海麗）
- ヴォート社重役。

キャメロン・コールマン
- 演 - マシュー・エディソン（英語版）（菊池康弘）
- トークショー番組の司会者。

アダム・バーク
- 演 - P・J・バーン（下川涼）
- 映画監督。

### ゲスト
Aトレイン／レジー・フランクリン
- 演 - ジェシー・T・アッシャー（柏野昌俊）
- スーパーヒーローのトップ集団「セブン」の一員。

マデリン・スティルウェル
- 演 - エリザベス・シュー（本田貴子）
- ヴォート社の副社長。

ヘイリー・ミラー
- 演 - リー・ブッシュ（木村香央里）
- トークショー番組の司会者。

ディープ／ケビン・モスコウィッツ
- 演 - チェイス・クロフォード（村井雄治）
- スーパーヒーローのトップ集団「セブン」の一員。

ロバート・ヴァーノン／テックナイト
- 演 - デレク・ウィルソン（英語版）（石黒史剛）
- ヴォート社製作の犯罪捜査番組『テックナイト 真実の全貌』に出演するスーパーヒーロー。
- 鋭い観察眼を持ち、尋問技術に長けている。
- 木の樹洞など「穴」を見かけると陰部を差し込んで自慰をせずにはいられない異常性癖がある。

ジェイソン・リッター
- 演 - ジェイソン・リッター
- テレビ番組の出演者。

ソルジャー・ボーイ
- 演 - ジェンセン・アクレス（東地宏樹）
- 「セブン」以前のトップ集団「ペイバック」のリーダー。

ダスティ
- 演 - アンディ・ウォーケン（英語版）
- 身体の老化が遅く、見た目は子供だが実年齢は28歳。

グレイス・マロリー
- 演 - ライラ・ロビンズ（英語版）（塙英子）
- 元CIA副長官にして「ザ・ボーイズ」の創設者。

ビクトリア・ニューマン／ナディア
- 演 - クローディア・ドゥーミット（英語版）（桜木可奈子）
- ヴォート社を批判する下院議員であり、超能力者管理局の長官にして副大統領候補。
- 実は超能力者であることを隠している。
- 能力は視界にいる人物の頭を破裂させる能力かと思われていたが、実はマリーと同じ血を操る能力であり、頭の破裂はその応用によるものだった。

もう一人のアシュリー
- 演 - サブリナ・サウディン
- ヴォート社の広報担当で、アシュリーの部下。

ホームランダー／ジョン
- 演 - アントニー・スター（近藤浩徳）
- セブンのリーダー。

ウィリアム・”ビリー”・ブッチャー
- 演 - カール・アーバン（宮内敦士）
- ザ・ボーイズのリーダー。

## エピソード
| 通算 話数 | シーズン 話数 | タイトル                                                   | 監督                       | 脚本                                                                     | 公開日         |
| --- | ------------- | ---------------------------------------------------------- | -------------------------- | ------------------------------------------------------------------------ | -------------- |
| 1 | 1             | "ゴドルキン大学" "God U."                                  | ネルソン・クラッグ         | クレイグ・ローゼンバーグ & エリック・クリプキ & エヴァン・ゴールドバーグ | 2023年9月29日  |
| 8年前に誤って両親を殺してしまったマリーはレッド・リバー研究所で育てられ、ゴドルキン大学への入学を許される。ルームメイトのエマと出会う。ブリンカーホフ教授の犯罪対策入門の受講は却下される。錯乱した学生サムの確保を手伝ってアンドレと知り合う。上位ランク者のルーク、ケイト、アンドレ、ジョーダンのパーティーに誘われ、クラブで薬物を楽しむ。失血した女性を救命するも、他の学生の薬物使用を隠すためにブリンカーホフ教授に退学を命じられる。教授はルークをセブンの候補とするが、ルークは教授を焼き殺すところをマリーに目撃され、ジョーダンやアンドレと戦ったのちに「森」と言い残して自殺する。 |               |                                                            |                            |                                                                          |                |
| 2 | 2             | "初日" "First Day"                                         | ネルソン・クラッグ         | ザック・シュワルツ & ブラント・エンゲルスタイン                          | 2023年9月29日  |
| インディラ・シェティ学部長とヴォート社重役のアシュリーは事件の処理を話し合い、両性具有者でアジア人のジョーダン・リーの貢献は否定し、黒人受けするアンドレとマリーをヒーローにして二人のランキングを上げる。マリーはヒーローとしてインタビューを受けるも、両親の死後に養子に出された妹アナベスが自分との関りを拒否していると知らされて嘆く。親密となったアンドレとケイトはルークの行動の理由を追及し、「森」と呼ばれる地下施設に監禁されるルークの弟サムを救い出そうとする。 |               |                                                            |                            |                                                                          |                |
| 3 | 3             | "#ブリンク追悼" "#ThinkBrink"                              | フィリップ・スグリッシア   | エリカ・ロズベ                                                           | 2023年9月29日  |
| 3年前、ルークは精神に異常をきたす弟サムが自殺したと聞かされる。現在、ブリンク(ブリンカーホフ教授)の追悼会が開かれ、インディラはマリーをヒーローとして持ち上げる。ジョーダンはランキングが下がったことを嘆く。エマは食事と嘔吐で体の大きさを変える自分をリアリティ番組に出そうとする母に反発する。アンドレはエマをサムが監禁される部屋に侵入させる。だが父ポラリティは地下施設に関わらないよう息子アンドレに警告する。マリーはケイトとジョーダンに両親を殺したことを打ち明け、ケイトは弟を行方不明にさせたことを打ち明ける。 |               |                                                            |                            |                                                                          |                |
| 4 | 4             | "真実の全貌" "The Whole Truth"                             | スティーブ・ボーヤム       | ジェシカ・チョウ                                                         | 2023年10月6日  |
| サムは看守たちを殺し、エマとともに脱走し身を隠す。インディラは脱走の事実をヴォート社に秘密にする。マリーはルーファスにエマの行方を調べてもらおうとしてレイプされそうになり、急所を破裂させる。アンドレは「森」のことを知っていた父に反発する。犯罪捜査番組に主演するテックナイトがゴドルキン大学を訪れ、ルーク事件の偽の犯人をでっち上げようとして学生たちを尋問する。マリーはジョーダンが本当のヒーローだと告白し、二人は親密となる。テックナイトはインディラに罪を着せようとするも、異常な自慰性癖の証拠映像を握られ事件から身を引く。精神に異常をきたすサムがカルドーサ医師を恨んで復讐を図り、エマは友人たちと共に阻止しようとする。過食で巨大化したエマがサムを制圧する。 |               |                                                            |                            |                                                                          |                |
| 5 | 5             | "モンスタークラブへようこそ" "Welcome To The Monster Club" | クレア・キルナー           | レックス・エドネス                                                       | 2023年10月13日 |
| マリー、ジョーダン、アンドレ、ケイト、そしてエマは数日分の記憶を失って目覚める。彼らはルーファスの仕業と疑い追跡するも逃げられる。地下施設「森」では、インディラとカルドーサ医師が超能力者を制御するウイルス実験の話をする。カルドーサは、マリーを実験対象に使うことを提案するが、彼女には後援者がいるという理由で却下される。サムは武装した男たちに襲われ、幻覚の中でパペットと思い込んで惨殺する。マリーは体内に追跡チップがあることに気づき、自身の能力で取り出す。記憶を消したのはケイトであることを知るが、その記憶自体を消される。ケイトはインディラに会い、これ以上は出来ないと泣いて訴える。エマはサムを訪ね、ケイトが兄ルークの記憶からサムの存在を消していたと教えられる。マリー、ジョーダン、アンドレはルーファスを追い詰めるが、エマからの電話でケイトが記憶操作の犯人だと教えられる。ケイトも駆けつけ、記憶操作が自分の仕業だと告白し泣き崩れる。アンドレはケイトをモンスターだと言い捨てその場を立ち去る。 |               |                                                            |                            |                                                                          |                |
| 6 | 6             | "ジュマンジ" "Jumanji"                                     | レイチェル・ゴールドバーグ | ローレン・グリアー                                                       | 2023年10月20日 |
| エマはサムの隠れ家に行って初体験をさせる。友人たちの記憶を復活させたのち、ケイトは卒倒し、マリー、ジョーダン、そしてアンドレを自分の意識に引きずり込む。ケイトの想像上の友人であるソルジャーボーイは、ケイトとともに植物人間にならないよう3人に警告して死ぬ。3人はケイト、さらにはアンドレ、ジョーダン、マリーの記憶の中を彷徨い、インディラがケイトに恩を売ったこと、「森」でルークとサムが実験されてケイトがその記憶を消したこと、アンドレがルーク生前からケイトと関係を持っていたこと、ジョーダンがブリンクをルークから救って助手になったこと、マリーが誤って両親を殺して妹アナベスに意図的殺人だと非難されたことを体験する。3人はケイトと対決して責任を取るよう責め、ケイトとともに目覚める。エマとサムが現れ、サムはケイトに怒りをぶつけるもエマに止められる。「森」では、インディラがカルドーサにウイルスを強化して超能力者に投与させ、その死を招く。インディラはウイルスに感染力をつけるよう命じる。              |               |                                                            |                            |                                                                          |                |
| 7 | 7             | "病" "Sick"                                                | シャナ・スタイン           | チェルシー・グレイト                                                     | 2023年10月27日 |
| 超能力者を憎むインディラはカルドーサにウイルスの感染力の強化を命じた後、ザ・ボーイズ創設者のグレイス・マロリーに会い、ウイルスの使用を求めて断られる。マロリーは何者かにインディラの監視を続けるよう命令する。マリーとジョーダンはインディラの部屋に忍び込み、彼女の夫と娘が飛行機事故で死んだことと、ウイルスの存在を知る。学内の集会に能力者管理局長官で副大統領候補のビクトリア・ニューマンが来る。討論の前にポラリティが発作を起こして倒れ、アンドレは父に付き添い病院に向かう。マリーは「森」の秘密公表の手助けをニューマンに頼みに行き、彼女が自分と同じ血を操る能力を持ち、レッド・リバーで育ったことを知る。ケイトがインディラの家に友人たちを呼び、アンドレ以外が集まる。ケイトはインディラに「森」の秘密を告白させた上で自殺を強要する。カルドーサはニューマンに密告しウイルスを渡すも、頭を破裂させられる。                                                                                                   |               |                                                            |                            |                                                                          |                |
| 8 | 8             | "ゴドルキンの守護者たち" "Guardians of Godolkin"           | サナー・ハムリ             | ブラント・エンゲルスタイン                                               | 2023年11月3日  |
| ケイトとサムは、「森」に捕らえられた能力者を解放し、非能力者たちを虐殺し始める。アンドレは医師から父ポラリティに長年の能力使用による不治の神経損傷が蓄積していると知らされる。能力使用の危険性を勧告されるも、父からは後継に指名される。学内で大学理事たちとルーク自殺事件処理の会議をしていたアシュリーは、惨事を見てホームランダーを呼ぶ。サムの本心であるルークの幻覚が虐殺を止めるよう求めるが、サムはケイトに頼み本心を消してもらう。マリー、エマ、ジョーダン、アンドレの4人は虐殺を阻止し理事たちを守ろうとする。ジョーダンに触れて操ろうとしたケイトの左腕を、マリーが爆破する。ホームランダーが到着し、同胞である能力者を攻撃したマリーを非難して倒す。マリーら4人が大虐殺の犯人であり、逆にサムとケイトがこれを止めた「ゴドルキンの守護者」として報じられる。マリーら4人は扉のない病室で目覚める。ブッチャーは「森」の惨状を目にし憤る。                                                                        |               |                                                            |                            |                                                                          |                |

## 製作
2020年9月20日、『ザ・ボーイズ』のスピンオフの製作が発表され、クレイグ・ローゼンバーグがエリック・クリプキ、セス・ローゲン、エヴァン・ゴールドバーグ、ジェームズ・ウィーヴァー、ニール・H・モリッツ、ガース・エニス、ダリック・ロバートソンらと共に、シリーズの脚本と製作総指揮を務めることが発表された。
同月24日、同作は一部、映画『ハンガー・ゲーム』シリーズのような内容になっていると報じられた。
2020年10月2日、クリプキは、『ザ・ボーイズ』のシーズン1で言及され、原作コミックにも登場する”G-メン”（マーベル・コミックの”X-メン”のパロディ）を一部ベースにした内容になると発表した。
2023年1月、シーズン1公開前に、早くもシーズン2の製作準備に入っていると報じられた。
同年10月、130カ国以上でテレビシリーズ1位を獲得したことと同時に、シーズン2の製作が決定したことが発表された。2024年3月27日にチャンス・パードモが交通事故死したため、4月から予定されていたシーズン2の撮影は無期延期された。